# Out of the Park Baseball
Out of the Park Baseball, abbreviato in OOTP, è una serie di videogiochi che simula una carriera manageriale nel baseball. OOTP venne progettato nel 1998, quando lo sviluppatore Markus Heinsohn cercava di combinare una simulazione realistica del baseball con un gioco manageriale che soddisfacesse i giocatori più accaniti e quelli occasionali. «Un mio amico portò a casa una mazza e un guanto da un viaggio a Miami, così iniziammo a colpire delle palline da tennis verso il giardino del vicino. Era il 1991» ha rivelato Heinsohn a Inside Mac Games in un'intervista del luglio 2012. «Mettemmo assieme una squadra di baseball e organizzammo una lega nel 1994. Nel frattempo io giocato ad ogni genere di videogiochi sul baseball, ma non c'era alcun gioco manageriale che mi piacesse, quindi nel 1998 decisi semplicemente di sviluppare un mio gioco per puro divertimento. Quando fu pronto, nel 1999, pensai fosse abbastanza buono da poterne guadagnare qualche soldo, ed è così che è iniziato tutto».
A partire da OOTP 16, il gioco ha le licenze della Major League Baseball e della Minor League Baseball; le licenze comprendono anche le squadre storiche della MLB. Le licenze coprono anche la versione mobile del gioco, che ha cambiato nome da iOOTP Baseball in MLB Manager.
Nel settembre 2013, la OOTP Developments si è cimentata con l'hockey su ghiaccio con il lancio di Franchise Hockey Manager, che includeva 23 leghe, tra cui NHL e KHL. Nel gennaio 2014 la compagnia ha annunciato lo sviluppo di Beyond the Sideline Football, un videogioco simulativo sul mondo del football americano.

## Serie di giochi
| Titolo             | Data di uscita   | Piattaforma   |
| ------------------ | ---------------- | ------------- |
| OOTP Baseball      | maggio 1999      | Windows 98    |
| OOTP 2             | 31 marzo 2002    | Windows 98    |
| OOTP 4             | 28 febbraio 2002 | Windows XP    |
| OOTP 5             | 28 febbraio 2003 | Windows XP    |
| OOTP 6.5           | 14 giugno 2004   | Windows XP    |
| OOTP Baseball 2006 | 31 marzo 2005    | Windows XP    |
| OOTP Baseball 2007 | marzo 2006       | Windows XP    |
| OOTP Baseball 2008 | 23 marzo 2007    | Windows XP    |
| OOTP Baseball 2009 | marzo 2008       | Windows Vista |
| OOTP Baseball 10   | 5 giugno 2009    | Windows Vista |
| OOTP Baseball 11   | 14 aprile 2010   | Windows 7     |
| OOTP Baseball 12   | 22 giugno 2011   | Windows 7     |
| OOTP Baseball 13   | marzo 2012       | Windows 7     |
| OOTP Baseball 14   | 12 aprile 2013   | Windows 8     |
| OOTP Baseball 15   | 24 aprile 2014   | Windows 8     |
| OOTP Baseball 16   | 23 marzo 2015    | Windows 8     |
| OOTP Baseball 17   | 22 marzo 2016    | Windows 10    |
| OOTP Baseball 18   | 24 marzo 2017    | Windows 10    |

## Storia
La prima versione venne pubblicata nel maggio 1999 con l'aiuto del giornalista sportivo Sean Lahman, che vendeva il gioco sul proprio sito web. Questa versione ottenne l'attenzione di molti siti di giochi online. Il successo arrivò nel 2001 con la pubblicazione di OOTP 3.
Nel 2002 Heinsohn si unì ad altri sviluppatori indipendenti per formare la .400 Software Studios per pubblicare OOTP 5. Heinsohn e altri si separarono dalla .400 Software Studios nel 2003 per continuare il lavoro sulla serie e sviluppare Inside the Park Baseball.
Nel 2005 OOTP venne comprato dalla Sports Interactive, casa autrice della serie Football Manager e NHL Eastside Hockey Manager, nonostante Heinsohn rimanesse la mente creativa principale. Out of the Park Baseball 2006 venne pubblicato il 31 marzo 2006; sviluppato codice riscritto e aggiunte nuove funzionalità, ricevette critiche miste.
Out of the Park Baseball 2007, l'ottavo gioco della serie, venne pubblicato il 23 marzo 2007, ricevendo recensioni migliori del suo predecessore: divenne il secondo gioco per PC su Metacritic, con un punteggio di 96/100. Metacritic rimosse il gioco dalla lista "Best PC Video Games of All Time" nel 2015, dopo l'aggiornamento del funzionamento delle recensioni.
Il 20 settembre 2007 Sports Interactive annunciò la fine delle relazioni con la Out of the Park Developments e l'abbandono del franchise OOTP.
Nel dicembre 2007 Out of the Park Developments pubblicò Out of the Park Baseball 8, un aggiornamento per OOTP 2007 che sistemava i problemi dovuti alla separazione con la Sports Interactive e aggiungeva nuove funzionalità.
Nell'ottobre 2010 OOTP annunciò lo sviluppo di iOOTP, una versione del gioco per iPhone e iPod touch. iOOTP venne pubblicato sull'App Store il 5 maggio 2011.
Il 5 aprile 2012 venne pubblicato sull'App Store iOOTP Baseball 2012 Edition. Il gioco includeva i roster 2012 della MLB, storie dei giocatori dettagliate, una nuova interfaccia, la modalità pitch-by-pitch ("lancio-per-lancio"), la possibilità di usare i battitori designati in ogni lega, e altre migliorie.

## Modalità di gioco
OOTP presenta una versione grafica minimale del diamante, con del testo che indica la posizione dei giocatori sul campo. Del testo scorrevole, permette al giocatore di seguire lo svolgimento dell'incontro. Il gioco permette la creazione di resoconti in HTML esportabili. Molti sviluppatori terzi hanno contribuito allo sviluppo di programmi che aiutano i giocatori nella creazione di leghe, giocatori, loghi e altre migliorie.

### Perfect Team
A partire da OOTP 19 è stata introdotta la modalità di gioco denominata Perfect Team, in cui i giocatori possono creare la propria squadra utilizzando delle carte collezionabili virtuali che possono trovare in pacchetti di carte. Ogni squadra dei giocatori viene inserita all'interno di una stagione in cui i giocatori competono tra loro.

## Altre versioni
Nel 2001, venne distribuita una versione fisica di OOTP3 intitolata Season Ticket Baseball. L'anno seguente venne pubblicata una versione fisica di OOTP4 chiamata Season Ticket Baseball 2003.
Nel 2004, Heinsohn pubblicò Inside the Park Baseball, in cui i videogiocatori seguono la carriera di un giocatore, da prima del draft, attraverso le leghe minori fino alla possibile chiamata nella Major League. Inside the Park Baseball era progettato per funzionare assieme a OOTP 5, permettendo di inserire il proprio giocatore all'interno della stagione di OOTP 5.